# Phthiracarus glennieensis
Phthiracarus glennieensis är en kvalsterart som först beskrevs av Wojciech Niedbała 2006.  Phthiracarus glennieensis ingår i släktet Phthiracarus och familjen Phthiracaridae. Inga underarter finns listade i Catalogue of Life.